# È di nuovo Natale Charlie Brown
È di nuovo Natale Charlie Brown (It's Christmastime Again, Charlie Brown) è uno speciale televisivo di Natale animato del 1992, diretto da Bill Melendez. È il trentacinquesimo speciale basato sui Peanuts di Charles M. Schulz. 
È stato trasmesso negli Stati Uniti su CBS il 27 novembre 1992, ed è il primo speciale natalizio dei Peanuts da Buon Natale, Charlie Brown! del 1965, benché la serie The Charlie Brown and Snoopy Show comprendesse un episodio ambientato a Natale. È stato l'ultimo speciale ad andare in onda in prima visione su CBS. La rete cancellò gli speciali successivi, anche se continuò a trasmettere repliche dei film precedenti negli anni duemila.

## Trama
Il film è composto da varie storie in cui la gang dei Peanuts è coinvolta nei preparativi di Natale. Charlie Brown vuole fare un regalo alla sua fidanzatina Peggy Jean, Piperita Patty deve scrivere una relazione su un libro, mentre Sally prova la sua parte per la recita natalizia.

## Produzione
Le animazioni dello speciale vennero realizzate dalla Wang Film Productions in Taiwan, rendendolo il primo della serie a essere animato da uno studio estero anziché dalla Melendez Films, che si occupò solo di revisionare le animazioni.

## Distribuzione

### Edizione italiana
Lo speciale in Italia è stato trasmesso da Junior TV, come episodio della serie The Charlie Brown and Snoopy Show. Nel 2021 è stato ridoppiato per la distribuzione in streaming su Apple TV+.

### Doppiaggio
| Personaggio    | Doppiatore originale | Doppiatore italiano (anni 90) | Doppiatore italiano (2021) |
| -------------- | -------------------- | ----------------------------- | -------------------------- |
| Charlie Brown  | Jamie E. Smith       | Martino Consoli               | Arturo Sorino              |
| Snoopy         | Bill Melendez        | Bill Melendez                 | Bill Melendez              |
| Woodstock      | Bill Melendez        | Bill Melendez                 | Bill Melendez              |
| Linus Van Pelt | John Christian Graas | Renata Bertolas               | Leonardo Cococcia          |
| Lucy Van Pelt  | Marnette Patterson   | Renata Bertolas               | Sara Labidi                |
| Piperita Patty | Phillip Lucier       | Francesca Vettori             | Ilaria Pellicone           |
| Marcie         | Lindsay Benesh       |                               | Bianca Demofonti           |
| Sally Brown    | Mindy Ann Martin     | Angiolina Gobbi               | Matilde Ferraro            |
| Franklin       | Sean Mendelson       | Giuseppe Calvetti             | Valeriano Corini           |
| Harold Angel   | Matthew Slowik       |                               |                            |
| Peggy Jean     | Deanna Tello         |                               |                            |
| Violet         | Deanna Tello         |                               | Carolina Gusev             |
| Patty          | Deanna Tello         |                               | Francesca Mancin           |
| Frieda         | Brittany M. Thornton |                               | Alice Pantile              |

### Edizioni home video
In Italia il film è stato distribuito, con il primo doppiaggio, in VHS e DVD da Hobby & Work e da Warner Home Video nel DVD di Un Natale da Charlie Brown.

## Riconoscimenti
1993 – Young Artist Award
- Nomination Outstanding Young Voice-Over in an Animated Series or Special a John Christian Graas